# Beverbeek Classic 2008
La Beverbeek Classic 2008, undicesima edizione della corsa, valida come evento dell'UCI Europe Tour 2008 categoria 1.2, si svolse il 1º marzo 2008 su un percorso di 168,6 km. Fu vinta dal belga Johan Coenen, che terminò la gara in 3h 58' 00" alla media di 42,545 km/h.
Furono 115 i ciclisti in totale che tagliarono il traguardo.

## Ordine d'arrivo (Top 10)
| Pos. | Corridore         | Squadra       | Tempo    |
| ---- | ----------------- | ------------- | -------- |
| 1    | Johan Coenen      | Topsport Vl.  | 3h58'00" |
| 2    | Thomas Berkhout   | Rabobank Con. | s.t.     |
| 3    | Dominic Klemme    | Lamonta       | s.t.     |
| 4    | Dirk Müller       | Sparkasse     | s.t.     |
| 5    | Jean Zen          | Gobert.com    | a 7"     |
| 6    | Bobbie Traksel    | P3 Transfer   | a 18"    |
| 7    | Eric Baumann      | Sparkasse     | s.t.     |
| 8    | Kenny Lisabeth    | An Post       | s.t.     |
| 9    | Kristof Goddaert  | Topsport Vl.  | s.t.     |
| 10   | Coen Vermeltfoort | Rabobank Con. | s.t.     |